# 彼らを見ればわかること
『彼らを見ればわかること』（かれらをみればわかること）は、WOWOWの「連続ドラマW」で2020年1月11日から2月29日まで放送されたテレビドラマ。全8話。同じマンションに住む3人の女性とその家族が抱える事情や交錯する欲望を通じて現代社会の家族像をリアルに描き、新たな「結婚観」「夫婦観」「家族観」を問いかける。作家の沢木まひろによるオリジナル脚本。主演は中山美穂で、木村多江と大島優子が共演する。

## あらすじ
都会の一等地・二子玉川にあるマンションの最上階に住む内田百々子は官能ものを得意とするレディースコミック漫画家であり、再婚相手の櫂斗および大学生の息子との3人暮らしをしている。百々子の家族の住む部屋の隣に住む親友の富澤瑞希とは互いに近況報告をし合うほどの仲の良さで、時折ダイニングバーに一緒に行ってはストレス解消を兼ねて語り合っている。
そんなある日のこと、百々子と瑞希が住むマンションに鴨居葉介と妻・流美の新婚夫婦が引っ越してきたのだが、その男性というのが20数年前に百々子と別れた元夫であり、流美という女性を妻として娶っていたのだ。離婚した元夫婦が互いに再婚して同じマンションに住むという展開から、やがて百々子と瑞希の過去が徐々に炙り出されていく。

## 登場人物

### 内田家
内田百々子
演 - 中山美穂
レディースコミック漫画家で、官能ものを得意とする。
バツ1で、20年前に前夫・葉介と離婚し、再婚した櫂斗と大学生の息子・柊司とともに暮らしている。
内田櫂斗
演 - 生瀬勝久
百々子の夫であり再婚相手。飲食業界の会社を経営している。
内田柊司
演 - 髙橋優斗（HiHi Jets/ジャニーズJr.）
百々子と櫂斗の息子。大学生。
父の事業を継ぐ予定で、翌年に留学を控える。真由に憧れ、気にかける。

### 富澤家
富澤瑞希
演 - 木村多江
百々子と同じマンションに住むキャリアウーマン。大手損害保険会社の課長。
同い年の百々子とは定期的にダイニングバーで近況報告するほどの仲で、家事全般を夫に任せている。
富澤一太
演 - 上地雄輔
瑞希の夫。元プロボクサー。
キャリアウーマンである妻の瑞希に代わり、家事全般を一手に引き受けている主夫。
富澤真由
演 - 佐久間由衣
一太と瑞希の娘。大学生。
演劇研究会に所属する。就職活動中。
富澤雄馬
演 - 中川翼
一太と瑞希の息子。中学生。
新倉竜子
演 - 高橋惠子（特別出演）
瑞希の母。ピアノ講師。
瑞希一家と同居する。巌の飲み友だち。

### 鴨居家
鴨居流美
演 - 大島優子
百々子の元夫・葉介の新妻。看護師。
百々子と瑞希が住むマンションに引っ越してきた女性。
20数年前に百々子と離婚した葉介と結婚。
鴨居葉介
演 - 長野博
流美の夫であり、20数年前に離婚した百々子の元夫。介護福祉士。
証券会社を退職後、デイケア施設に勤務する。
鴨居巌
演 - 片岡鶴太郎（特別出演）
葉介の父。元公務員。
退職金で購入したマンションに、葉介が流美と再婚するに際して同居することになる。竜子の飲み友だち。

### その他
羽室南
演 - 堀内敬子
百々子の担当編集者。
山中てまり
演 - 片瀬那奈
櫂斗の部下で、柊司がアルバイトをしているサンドイッチバーの責任者。
森村誓
演 - 七瀬公
瑞希の部下。
瑞希に思いを寄せる。
駒宮亮平
演 - 笠原秀幸
舞台俳優。
真由が所属する演劇研究会で演出を手掛ける。
下瀬川誠
演 - 桂三度
百々子と瑞希が通うダイニングバー「MARUUME」のオーナー。
奥友和将
演 - 駒木根隆介
「MARUUME」の料理人。
下瀬川の恋人で同棲している。
三枝節子
演 - 吉田幸矢

## スタッフ
- 監督 - 深川栄洋
- 脚本 - 沢木まひろ
- 音楽 - 福廣秀一朗
- プロデューサー - 髙石明彦、井口正俊
- プロデュース - 羽鳥健一
- 制作協力 - The icon
- 製作著作 - WOWOW

## 放送日程
| 話数   | 放送日  |
| ------ | ------- |
| 第一話 | 1月11日 |
| 第二話 | 1月18日 |
| 第三話 | 1月25日 |
| 第四話 | 2月01日 |
| 第五話 | 2月08日 |
| 第六話 | 2月15日 |
| 第七話 | 2月22日 |
| 最終話 | 2月29日 |